# タイ・ウォーラー
エリオット・タイロン・ウォーラー（Elliott Tyrone Waller , 1957年3月14日 - ）は、アメリカ合衆国カリフォルニア州フレズノ出身の元プロ野球選手（主に三塁手）。右投右打。

## 経歴

### 現役時代
1975年、MLBドラフト33巡目（全体663位）でサンフランシスコ・ジャイアンツからで指名されるが、これを辞退してサンディエゴ・シティカレッジに進学。
1977年、MLBドラフト4巡目（全体82位）でセントルイス・カージナルスからで指名され、プロ入り。
1980年のシーズン終了後、ブルース・スーターとの3対1のトレードで、交換相手の1人としてシカゴ・カブスへ移籍。
1983年にはシカゴ・ホワイトソックスへ移籍するが、シーズンの全てをマイナーで過ごす。
1984年にはヒューストン・アストロズと契約するが、3年間をマイナーで過ごす。
1987年には5年ぶりにメジャー昇格し、11試合に出場した。シーズン終了後に現役引退。

### コーチ時代

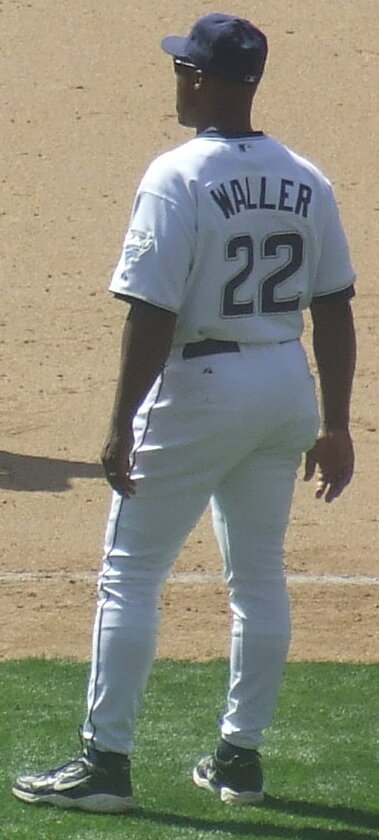
サンディエゴ・パドレスでのコーチ時代
(2006年6月9日)

1988年からサンディエゴ・パドレスのルーキー級でコーチを始め、2006年まで19年間パドレスの球団内でコーチをしていた（メジャーでのコーチは1995年のブルペンコーチと2006年の一塁コーチ）。
2007年にオークランド・アスレチックスへ移り、2015年まで一塁コーチやベンチコーチを歴任した。

## 家族
兄のレジー・ウォーラーも元メジャーリーガーであり、スカウトを経てパドレスのGM補佐をしていた、弟のケビン・ウォーラーと甥のゲリックとダリックも野球選手だったが、マイナーで現役生活を終えた。

## 詳細情報

### 背番号
- 12 (1980年)
- 21 (1981年)
- 29 (1982年)
- 30 (1987年)
- 22 (2006年)
- 46 (2007年 - 2015年)